# Germaine Brée
Germaine Brée (París, 2 de octubre de 1907-Winston-Salem, 22 de septiembre de 2001) fue una autora francesa, profesora en las universidades de Nueva York, Wisconsin y Wake Forest, especializada en el estudio de la cultura y la literatura de su país.
Fue autora de Marcel Proust and Deliverance From Time (1950), sobre Marcel Proust, Camus (1959), sobre Albert Camus, Gide (1963), sobre André Gide, Camus and Sartre: Crisis and Commitment (1972), en la que Brée habría denotado su preferencia por Camus sobre Sartre, o Women Writers in France (1973), entre otras. También fue editora de Camus: A Collection of Critical Essays (1962).